# Krzysztof Tchórzewski

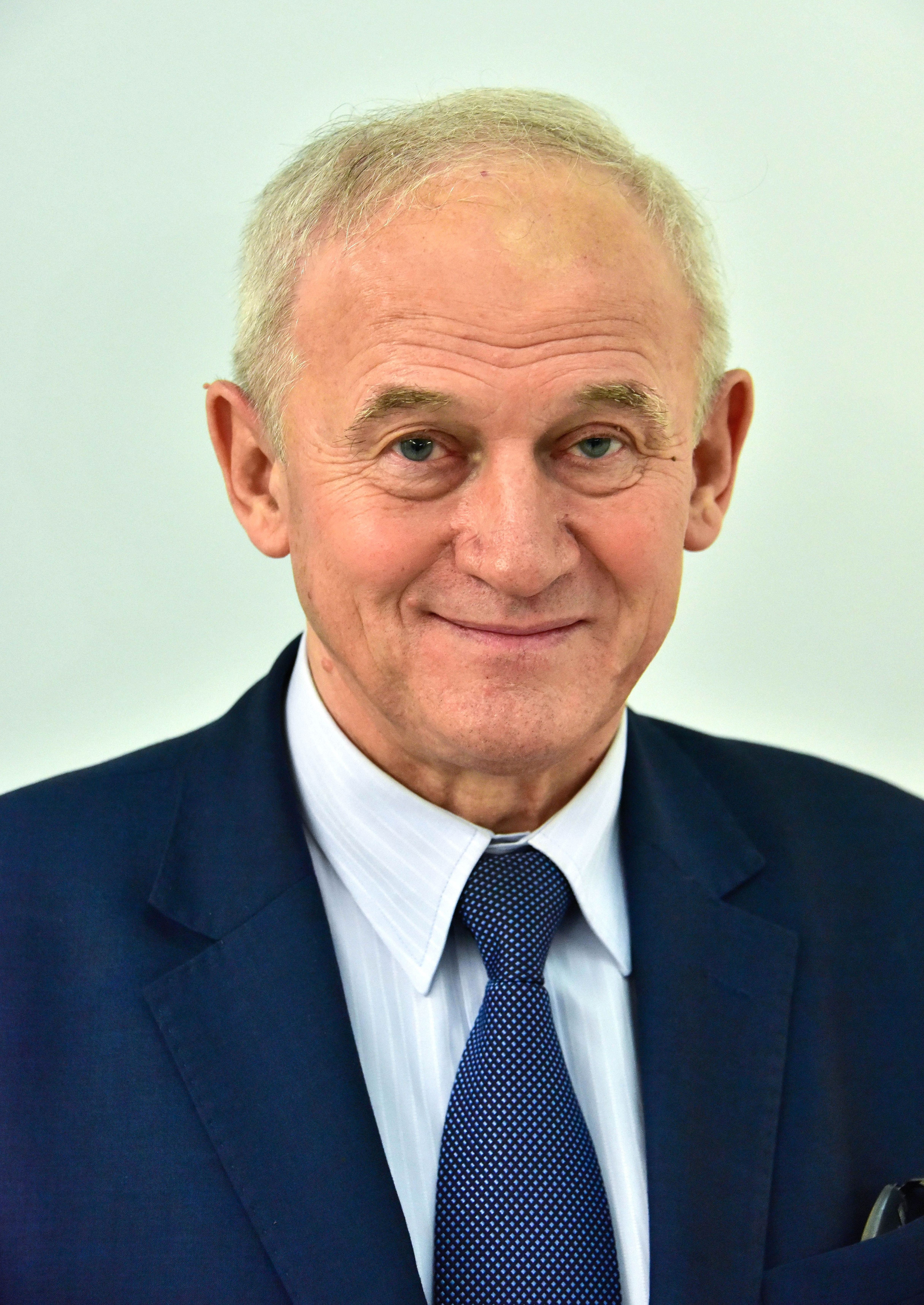
Krzysztof Tchórzewski (2017)

Krzysztof Józef Tchórzewski (* 19. Mai 1950 in Rzążew) ist ein polnischer Ingenieur und Politiker (PC, AWS, PPChD, SKL-RNP, PiS). Von 2015 bis 2019 war er Energieminister. Er gehörte von 1991 bis 1993, von 1997 bis 2001 und erneut seit 2005 dem Sejm in dessen I., III., V., VI., VII., VIII., IX. und X. Wahlperiode an.

## Leben und Beruf
Tchórzewski studierte an der Technischen Universität Warschau Elektrotechnik und schloss das Studium 1974 ab. Anschließend arbeitete er bis 1990 in der Energieversorgungsabteilung der Staatsbahn Polskie Koleje Państwowe als Elektroingenieur, Controller und zuletzt als Leiter der Zweigstelle Siedlce. 1989/90 war er Vorsitzender des Berufsverbandes Stowarzyszenie Elektryków Polskich in der Woiwodschaft Siedlce. 1993/94 war er Vorstandsvorsitzender der Aktiengesellschaft Inter-Poligrafia und anschließend bis 1997 Direktor des Unternehmens Srebrna.
Tchórzewski ist verheiratet und hat vier Söhne.

## Politik
Seit den 1980er Jahren engagierte sich Tchórzewski in der demokratischen Opposition. Er war Vorsitzender der Zweigstelle Siedlce der unabhängigen Gewerkschaft Solidarność. Von 1990 bis 1992 war er Woiwode der Woiwodschaft Siedlce. Ab 1990 gehörte er dem Porozumienie Centrum (PC) an, für das er bei der ersten vollständig freien Parlamentswahl 1991 in den Seijm gewählt wurde. Bei der Wahl 1993 scheiterte das PC mit 4,4 % an der neu eingeführten 5-%-Hürde und Tchórzewski musste aus dem Parlament ausscheiden. Von 1993 bis 1997 war er stellvertretender Vorsitzender des PC und anschließend dessen Parteivorsitzender. Zudem war er regionaler Vorsitzender in der Woiwodschaft Siedlce. Bei der Parlamentswahl 1997 kehrte er für das Wahlbündnis Akcja Wyborcza Solidarność (AWS), an dem sich das PC beteiligt hatte, in den Sejm zurück. In der Regierung von Jerzy Buzek war er von 1997 bis 2001 Staatssekretär im Ministerium für Verkehr und Seewirtschaft. Während dieser Zeit verließ er das PC und schloss sich der neugegründeten Porozumienie Polskich Chrześcijańskich Demokratów (PPChD) an, in der er Generalsekretär war. Bei der Parlamentswahl 2001 erreichte die AWS, an dem sich diesmal auch die PPChD beteiligt hatte, lediglich 5,6 % und scheiterte damit an der für Wahlbündnisse geltenden 8-%-Hürde. Später wurde er Mitglied der SKL-Ruch Nowej Polski (SKL-RNP), in der er bis 2003 ebenfalls als Generalsekretär fungierte. Von 2002 bis 2005 gehörte er dem Woiwodschaftssejmik der Woiwodschaft Masowien an. Dabei wurde er bei den Selbstverwaltungswahlen 2002 für die SKL-RNP auf der Liste der Prawo i Sprawiedliwość (PiS) gewählt. 2004 schloss er sich der PiS dann auch als Mitglied an, in deren politisches Komitee er gewählt wurde. Bei der Parlamentswahl 2005 gelang ihm für die PiS der Wiedereinzug in den Sejm. Im März 2007 wurde er zum Staatssekretär im polnischen Wirtschaftsministerium ernannt. Dieses Amt musste er jedoch bereits nach dem Regierungswechsel im November desselben Jahres wieder aufgeben. Bei den Wahlen 2007, 2011 und 2015 gelang ihm jeweils die Wiederwahl. Tchórzewski war von 2015 bis 2019 im Kabinett Szydło und im Kabinett Morawiecki I Energieminister von Polen. Der von ihm durchgesetzte aber letztendlich gescheiterte Bau eines dritten Blocks des Kohlekraftwerks in Ostrołęka soll den polnischen Steuerzahler eine Milliarde Złoty gekostet haben. Dies wird als Grund für die Auflösung des Ministeriums nach der folgenden Wahl angesehen.
Bei den Wahlen 2019 und 2023 erreichte er erneut ein Abgeordnetenmandat.

## Ehrungen
- 1987 Silbernes Verdienstkreuz der Republik Polen
- 2005 Offizierskreuz des Ordens Polonia Restituta[13]